# Ekholma
Ekholma is een plaats in de gemeente Uddevalla in het landschap Bohuslän en de provincie Västra Götalands län in Zweden. De plaats heeft 51 inwoners (2005) en een oppervlakte van 11 hectare. Ekholma wordt omringd door zowel landbouwgrond als bos en een baai van Skagerrak ligt ongeveer één kilometer ten zuiden van de plaats. De stad Uddevalla ligt zo'n tien kilometer ten oosten van het dorp.

## Verkeer en vervoer
Bij de plaats loopt de Länsväg 161.